# 高崎郵便局
高崎郵便局（たかさきゆうびんきょく）
- 群馬県高崎市にある郵便局。本記事にて記述する。
- 宮崎県都城市にある郵便局。局番号は73052。

高崎簡易郵便局（たかさきかんいゆうびんきょく）
- 宮城県多賀城市にある簡易郵便局。局番号は81777。
- 秋田県南秋田郡五城目町にある簡易郵便局。局番号は86760。

高崎郵便局（たかさきゆうびんきょく）は群馬県高崎市にある郵便局。民営化前の分類では集配普通郵便局であった。

## 概要

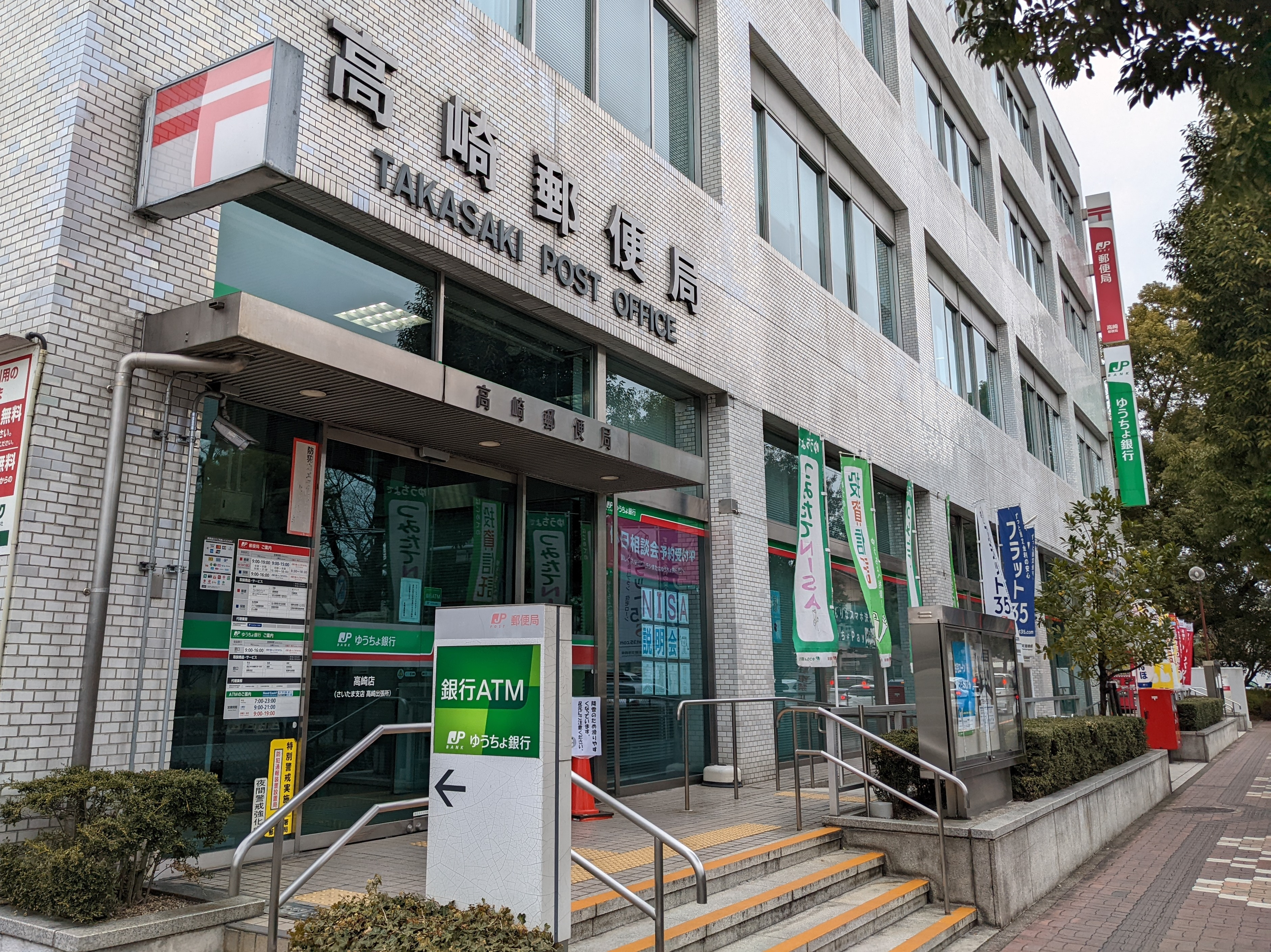
高崎郵便局

住所：〒370-8799 群馬県高崎市高松町5-6

### 併設施設
- ゆうちょ銀行高崎店（さいたま支店高崎出張所）：取扱店番号040030

### 分室
分室はなし。過去に存在した分室は以下のとおり。
- 郵便分室 - 1947年（昭和22年）に廃止。
- 貯金保険分室 - 1947年（昭和22年）に廃止。

## 沿革
- 1872年8月4日（明治5年7月1日） - 高崎郵便取扱所として開設[1]。
- 1874年（明治7年）7月 - 高崎郵便役所となる[1]。
- 1875年（明治8年）1月1日 - 高崎郵便局（三等）となる。翌日より為替取扱を開始[1]。
- 1879年（明治12年）6月 - 貯金取扱を開始[1]。
- 1885年（明治18年） - 電信取扱を開始[1]。
- 1889年（明治22年）7月16日 - 高崎郵便電信局となる[1]。
- 1903年（明治36年）4月1日 - 通信官署官制の施行に伴い高崎郵便局となる[1]。
- 1919年（大正8年）5月15日 - 等級を二等から一等に改定[2]。
- 1947年（昭和22年）8月18日 - 郵便分室および貯金保険分室を廃止[3]。
- 1956年（昭和31年）11月1日 - 電話通話および和文電報受付事務取扱を開始。
- 1959年（昭和34年）12月 - 局舎新築落成。
- 1962年（昭和37年）3月1日 - 八幡郵便局[4]から集配業務を移管。
- 1974年（昭和49年）10月8日 - 長野郵便局[5]の集配業務の内、高崎市域（当時）部分を当局に移管[6]。
- 1977年（昭和52年）9月12日 - 高崎市連雀町から、同市高松町に局舎を新築、移転。
- 1991年（平成3年）10月1日 - 外国通貨の両替および旅行小切手の売買に関する業務取扱を開始。
- 2006年（平成18年）10月16日 - 倉賀野郵便局および吉井郵便局からそれぞれ「370-12xx」「370-21xx」区域の集配業務を移管[7]。
- 2007年（平成19年）10月1日 - 民営化に伴い、併設された郵便事業高崎支店、ゆうちょ銀行高崎店に一部業務を移管。
- 2012年（平成24年）10月1日 - 日本郵便株式会社の発足に伴い、郵便事業高崎支店を高崎郵便局に統合。
- 2017年（平成29年）5月4日 - 郵便番号上二桁が「37」地域の地域区分業務を同日開局の群馬南郵便局に移管。ゆうゆう窓口の24時間営業を廃止。

## 取扱内容

### 高崎郵便局
- 郵便、印紙、ゆうパック、内容証明
- 生命保険、バイク自賠責保険、自動車保険、がん保険、引受条件緩和型医療保険
- 「370-00xx」「370-08xx」「370-12xx」（高崎市（合併以前からの高崎市域））、「370-21xx」区域（高崎市（旧多野郡吉井町域））の集配業務
- ゆうゆう窓口

### ゆうちょ銀行高崎店
- 貯金、貸付、為替、振替、振込、国際送金、外貨両替、国債、投資信託、変額年金保険
- ATM

## 風景印
- 図柄は『高崎白衣大観音』・『高崎城乾櫓』
- 使用開始日は1985年（昭和60年）10月16日

## 周辺
- 高崎城跡
- 高崎市役所
- 群馬音楽センター
- 高崎シティギャラリー
- 国立病院機構高崎総合医療センター
- 国道17号
- 国道354号
- 烏川

## アクセス
- JR・上信電鉄 高崎駅（西口）から徒歩約19分
- 高崎市内循環バス（ぐるりん） 高崎郵便局前停留所下車
- 関越自動車道 高崎ICから西へ、前橋ICから南西へそれぞれ約6km
- 駐車場あり：21台